# Иллюзия кролика-утки
Иллюзия кролика-утки — двойственное изображение, в котором можно увидеть кролика и утку.
Самое раннее упоминание этой иллюзии — рисунок в немецком юмористическом журнале Fliegende Blätter в 1892 году под заголовком «Welche Thiere gleichen einander am meisten? (Какие животные больше всего похожи друг на друга?» с подписью «Kaninchen und Ente! (Кролик и утка!)»
Иллюзия также была описана Джозефом Ястроу и Людвигом Витгенштейном.
Большинство версий иллюзии — изображение только головы. Немец Вальтер Аренштейн представил двойственное изображение всего животного.